# سفارة مصر في سلطنة عمان
سفارة مصر في سلطنة عمان هي الممثلية الدبلوماسية العليا لدولة جمهورية مصر العربية لدى سلطنة عمان. تقع السفارة في مسقط، وتهدف لتعزيز المصالح المصرية في سلطنة عمان.